# Pheosiopsis olivacea
Pheosiopsis olivacea är en fjärilsart som beskrevs av Matsumura 1920. Pheosiopsis olivacea ingår i släktet Pheosiopsis och familjen tandspinnare. Inga underarter finns listade i Catalogue of Life.